# Baguio
Baguio (in inglese Baguio City, in filippino Lungsod ng Baguio) è una città indipendente delle Filippine classificata come città altamente urbanizzata. È situata nella parte settentrionale di Luzon, nella Provincia di Benguet. È il capoluogo della Regione Amministrativa Cordillera.

## Geografia antropica

### Suddivisioni amministrative
Baguio è formata da 130 distretti:
- A. Bonifacio-Caguioa-Rimando (ABCR)
- Abanao-Zandueta-Kayong-Chugum-Otek (AZKCO)
- Alfonso Tabora
- Ambiong
- Andres Bonifacio (Lower Bokawkan)
- Apugan-Loakan
- Asin Road
- Atok Trail
- Aurora Hill North Central
- Aurora Hill Proper (Malvar-Sgt. Floresca)
- Aurora Hill South Central
- Bagong Lipunan (Market Area)
- Bakakeng Central
- Bakakeng North
- Bal-Marcoville (Marcoville)
- Balsigan
- Bayan Park East
- Bayan Park Village
- Bayan Park West (Bayan Park)
- BGH Compound
- Brookside
- Brookspoint
- Cabinet Hill-Teacher's Camp
- Camdas Subdivision
- Camp 7
- Camp 8
- Camp Allen
- Campo Filipino
- City Camp Central
- City Camp Proper
- Country Club Village
- Cresencia Village
- Dagsian Lower
- Dagsian Upper
- Dizon Subdivision
- Dominican Hill-Mirador
- Dontogan
- DPS Area
- Engineers' Hill
- Fairview Village
- Ferdinand (Happy Homes-Campo Sioco)
- Fort del Pilar
- Gabriela Silang
- General Emilio F. Aguinaldo (Quirino-Magsaysay, Lower)
- General Luna Lower
- General Luna Upper
- Gibraltar
- Greenwater Village
- Guisad Central
- Guisad Sorong
- Happy Hollow
- Happy Homes (Happy Homes-Lucban)
- Harrison-Claudio Carantes
- Hillside
- Holy Ghost Extension
- Holy Ghost Proper
- Honeymoon (Honeymoon-Holy Ghost)
- Imelda R. Marcos (La Salle)
- Imelda Village
- Irisan
- Kabayanihan
- Kagitingan
- Kayang Extension
- Kayang-Hilltop
- Kias

- Legarda-Burnham-Kisad
- Liwanag-Loakan
- Loakan Proper
- Lopez Jaena
- Lourdes Subdivision Extension
- Lourdes Subdivision Lower
- Lourdes Subdivision Proper
- Lualhati
- Lucnab
- Magsaysay Lower
- Magsaysay Private Road
- Magsaysay Upper
- Malcolm Square-Perfecto (Jose Abad Santos)
- Manuel A. Roxas
- Market Subdivision Upper
- Middle Quezon Hill Subdivision (Quezon Hill Middle)
- Military Cut-off
- Mines View Park
- Modern Site East
- Modern Site West
- MRR-Queen Of Peace
- New Lucban
- Outlook Drive
- Pacdal
- Padre Burgos
- Padre Zamora
- Palma-Urbano (Cariño-Palma)
- Phil-Am
- Pinget
- Pinsao Pilot Project
- Pinsao Proper
- Poliwes
- Pucsusan
- Quezon Hill Proper
- Quezon Hill Upper
- Quirino Hill East
- Quirino Hill Lower
- Quirino Hill Middle
- Quirino Hill West
- Quirino-Magsaysay Upper (Upper QM)
- Rizal Monument Area
- Rock Quarry Lower
- Rock Quarry Middle
- Rock Quarry Upper
- Saint Joseph Village
- Salud Mitra
- San Antonio Village
- San Luis Village
- San Roque Village
- San Vicente
- Sanitary Camp North
- Sanitary Camp South
- Santa Escolastica
- Santo Rosario
- Santo Tomas School Area
- Santo Tomas Proper
- Scout Barrio
- Session Road Area
- Slaughter House Area (Santo Niño Slaughter)
- SLU-SVP Housing Village
- South Drive
- Teodora Alonzo
- Trancoville
- Victoria Village

## Storia
La città di Baguio venne fondata dagli Stati Uniti d'America nel 1900 in luogo del preesistente villaggio di Kafagway. La Commissione per le Filippine, creata nel 1901 dal Governo degli USA, la indicò il 1º giugno 1903 come capitale estiva delle Filippine.

## Etimologia
Il nome della città deriva da una parola in ibaloi, la lingua indigena parlata nella regione di Benguet, che significa muschio.

## Geografia fisica

### Territorio
La città si trova ad un'altitudine di circa 1.555 metri sul livello del mare.

## Società

### Evoluzione demografica
Secondo il censimento del 2000, ha una popolazione di 252.386 suddivisa in 52.302 nuclei famigliari.

## Cultura

### Istruzione

#### Scuole
Baguio ospita una serie di scuole economiche e tecniche. 

#### Università
Baguio è un importante centro universitario che ospita ben sette atenei e l'accademia militare delle Filippine. 
La popolazione stimata di tutti questi istituti ammonta a circa centomila studenti. 

## Economia
In secondo luogo Baguio è un'importante piazza commerciale per tutti i beni (soprattutto agricoli ed estrattivi) prodotti nella provincia di Benguet.

## Sport

### Eventi
Baguio è stata sede nel 1978 di una combattuta sfida per il titolo mondiale di scacchi tra l'allora campione in carica, Anatolij Karpov, e lo sfidante Viktor Korčnoj, con il campione che mantenne il titolo dopo un match di ben trentadue partite.

## Amministrazione
Vi si trovano una residenza presidenziale ed una sede della corte suprema.

### Gemellaggi
- Honolulu

## Monumenti e luoghi d'interesse

### Architetture religiose
- Cattedrale

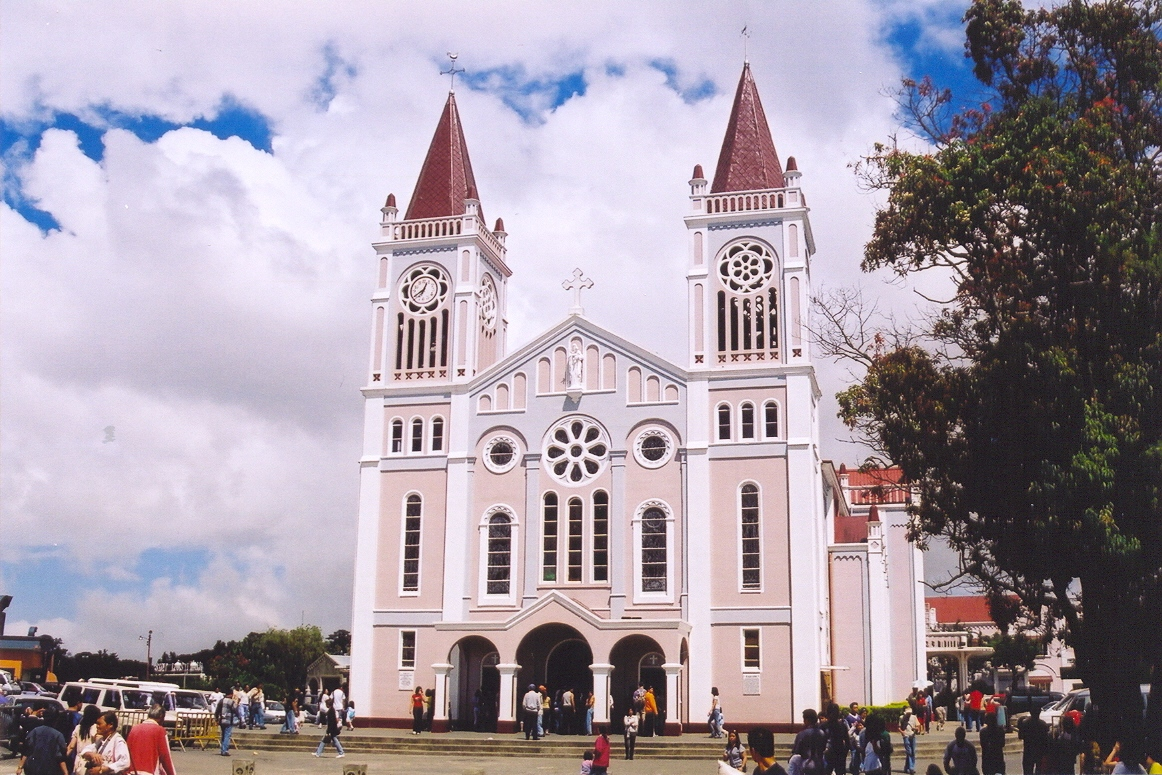
Cattedrale di Baguio

### Aree naturali

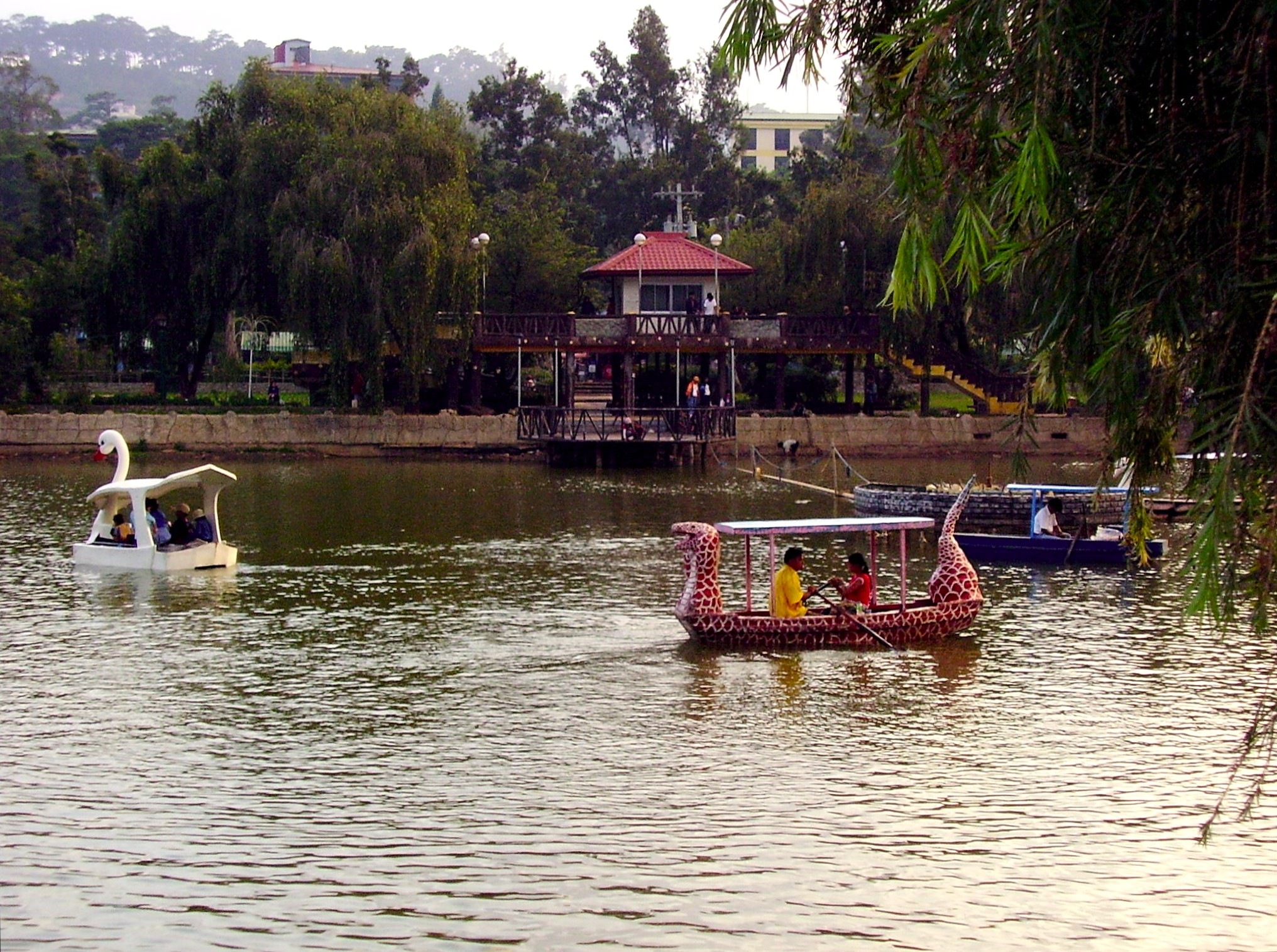
Burnham Park

- Burnham Park